# Pescatori alla lenza
Pescatori alla lenza (Pêcheurs à la ligne) è un dipinto a olio su tavola (15,7x24,4 cm) realizzato nel 1883 dal pittore Georges-Pierre Seurat.
È conservato nel Musée d'Art Moderne di Troyes.